# Theresa Sperling
Theresa Sperling (* 1971 in Berlin als Theresa Florentine Mintzel) ist eine deutsche Schriftstellerin, Theaterautorin, Bühnenpoetin und Lehrerin.

## Leben und beruflicher Werdegang
Theresa Sperling ist eine Tochter des Sozialwissenschaftlers Alf Mintzel. Nach dem Abitur in Bayern absolvierte sie eine Tanzausbildung an der Die Etage in Berlin, der Hochschule für die Künste Arnheim und als Stipendiatin an der Martha Graham School of Contemporary Dance in New York. Sie kehrte nach Berlin zurück, um dort als freie Tänzerin zu arbeiten sowie Germanistik und Nordamerikanistik an der Freien Universität zu studieren. Seit 2004 lebt sie mit ihrem Mann und ihren beiden Söhnen in Nordhorn und unterrichtet als Oberstudienrätin am Gymnasium an der Vechte in Emlichheim die Fächer Deutsch, Englisch und Darstellendes Spiel.
Ihre Arbeit als Theaterautorin zeichnet sich insbesondere durch die starke choreographische Struktur ihrer Inszenierungen und die Rhythmik der Sprache aus. 2016 debütierte sie als Romanautorin mit ihrem Jugendroman „Mittelmeersplitter“ im Lektora Verlag, 2017 folgte ihre Dystopie „Tiefenwelt“, dann ihr Jugendthriller-Zweiteiler „Penelope Wolfsköder“ und „Penelope Welpensterben“ im Drachenmond Verlag. Ihre Anthologie „Slam Poetry. 39 Monologe & Dialoge“ (Deutscher Theaterverlag, 2019) ist eine Sammlung von Slamtexten, die als performbare Minidramen für Jugendliche fungieren. Damit fusionierte Sperling erstmals Theaterstück und Slamtext zu einem Genre, das sie im Vorwort als „Poetry Drama“ bezeichnete. Mit „Über uns die Sterne und unter uns die Angst“ (Deutscher Theaterverlag, 2020) veröffentlichte sie vier Jugendtheaterstücke zum Selbst- und Weiterschreiben. 2021 erschien ihr Kinderroman „Die zwölfte Fee kam nicht mal vor“ als E-Book.

## Poetry Slam und Bühnenpoesie
Seit Theresa Sperling 2015 als Poetry-Slammerin auf die Bühne zurückkehrte, tritt sie deutschlandweit auf und gilt als erfolgreichste Slammerin Niedersachsens. Die Booklets zu ihren Slamtexten werden von der Malerin Julia Siegmund gestaltet. Seit 2015 erreichte sie jährlich das Finale der Niedersächsisch-Bremischen Poetry Slam Meisterschaften, 2017 das Halbfinale der deutschsprachigen Meisterschaften. 2018 und 2021 wurde Sperling Vize-Landesmeisterin. Zusammen mit Sebastian Hahn gewann sie als Slam-Duo „Unterricht mit Psychos“ die deutschsprachigen Meisterschaften im Poetry Slam 2020 in Düsseldorf. 2023 gewann sie sowohl zusammen mit Matti Linke als Slam-Duo „Sophie & Fabel“ als auch als Solistin die niedersächsisch-bremischen Landesmeisterschaften 2023 in Hildesheim. Anschließend wurde Sperling im Oktober desselben Jahres deutschsprachige Meisterin im Poetry Slam und erzielte hierbei im Finale nahezu die volle mögliche Punktzahl. 2024 veröffentlichte sie die Textsammlung "SEZIERUNG" mit beinahe allen ihren Poetry-Stücken aus 2014–2024 beim Dichterwettstreit deluxe Verlag.

## Politik
Bei der Landtagswahl in Niedersachsen 2022 trat Sperling als Kandidatin der Grünen im Wahlkreis Grafschaft Bentheim an und erreichte 12,1 % der Erststimmen. Das Direktmandat gewann der langjährige CDU-Abgeordnete Reinhold Hilbers (41,9 %). Auch Platz 33 auf der grünen Landesliste reichte Sperling nicht für den Einzug in den Landtag.

## Werke

### Jugendromane
- Mittelmeersplitter, Lektora Verlag, 2016, ISBN 978-3-95461-079-2
- Tiefenwelt, Drachenmond Verlag, 2017, ISBN 978-3-95991-343-0
- Penelope Wolfsköder, Drachenmond Verlag 2017, ISBN 978-3-95991-401-7
- Penelope Welpensterben, Drachenmond Verlag 2018, ISBN 978-3-95991-402-4
- Die zwölfte Fee kam nicht mal vor, KDP Amazon 2018[9]

### Jugendtheaterstücke
- Elektra, Deutscher Theaterverlag, 2015[10]
- Nur Ophelia, Karl Mahnke Verlag, 2015[11]
- Stumm, Deutscher Theaterverlag, 2016[12]
- Antigones Traum, Deutscher Theaterverlag, 2017[13]
- Über uns die Sterne und unter uns die Angst[14] (Stücke zum Weiterschreiben): Dunkelheit,[15] Verkörperung,[16] Alles irgendwie Liebe, Deutscher, Theaterverlag, 2020[17]

### Kindertheaterstücke
- Das Gespenst von Canterville, Deutscher Theaterverlag, 2016[18]

### Textsammlungen
- SEZIERUNG. Aus gegebenem Anlass. 33 Texte aus 2014-2024. Dichterwettstreit deluxe 2024, ISBN 978-3-98809-015-7.

### Weitere Veröffentlichungen
- Wenn etwas (ehemals) Neues zum Dogma erstarrt. Zur Kritik am postdramatischen Theater. Theresa Sperling und Klaus Thiele in „Spiel & Theater“, April 2015[19]
- Klassiker Reloaded: Von der Strichfassung bis zur Aufführung. Theresa Sperling in „Spiel & Theater“, Oktober 2017[20]
- Holy Fuckin' Stage: Ein Plädoyer für mehr Professionalität im Schultheater. Theresa Sperling in „Spiel & Theater“, April 2018[21]
- Holy Fuckin' Stage II. Theresa Sperling in Spiel & Theater, Oktober 2018[22]
- Slam Poetry 39 Monologe & Dialoge. Theresa Sperling (Hg.), Deutscher Theaterverlag, 2019, ISBN 978-3-7695-0340-1.
- Sezierung in JWD. Best of Poetry Slam Niedersachsen. Sebastian Hahn (Hg.) Blaulichtverlag, 2019, ISBN 978-3-941552-45-6.
- Poetry Drama – ein neues Theatergenre für die Schule. Theresa Sperling in Spiel & Theater, April 2020.[23]
- Amilija in Leude. Jann Wattjes und August Klar (Hg.): Lektora Verlag, 2020, ISBN 978-3-95461-167-6.
- Wir brauchen Gefühle und Moral auf der Bühne. Theresa Sperling in bühnen.texte Nr 4, Lektora Verlag, April 2021.
- Weil Vielfalt fetzt. Marsha Richarz, Kaddi Cutz & LAG Selbsthilfe Sachsen e.V. (Hrsg.), Brimborium Verlag, September 2022, ISBN 978-3-949615-07-8.
- Suchstaben. Theresa Sperling in „Intelligenz ist keine Krankheit: 16 Geschichten, Gedichte, Gedanken über Nerds, Gamer und Streberinnen“ (Hrsg. Elias Raatz und Xenia Stein), Dichterwettstreit deluxe, August 2023, ISBN 978-3-98809-004-1.
- Argumentationsstrangulation. Theresa Sperling in "Coole Stimmen für einen heißen Planeten: 16 Geschichten, Gedichte, Gedanken über Klima, Natur und Umweltschutz" (Hrsg. Elias Raatz und Katharina Wenty), Dichterwettstreit deluxe, September 2024, ISBN 978-3-98809-023-2.
- Fatma Fee Fingernagelgroß. Theresa Sperling in "Von Landeiern und Großstadtpflanzen: 24 Geschichten, Gedichte, Gedanken über Heimat, Identität und Zuhause" (Hrsg. Elias Raatz), Dichterwettstreit deluxe, Oktober 2024, ISBN 978-3-98809-025-6.
- Ich weiß es einfach nicht. Theresa Sperling in "Wort:Schöpfung – Verse voll Vertrauen. Preacher Slam Texte über Glaube, Liebe, Hoffnung" (Hrsg. Hubert Baumann & Elias Raatz), Dichterwettstreit deluxe, November 2024, ISBN 978-3-98809-031-7.

## Auszeichnungen
- Elektra, ausgewählt für das Niedersächsische Schülertheatertreffen, Wolfsburg, 2014[24]
- Verkörperung, ausgewählt für das Niedersächsische Schülertheatertreffen, Göttingen, 2016[25]
- Finalistin der Niedersächsisch-Bremischen Poetry Slam Meisterschaften 2015[26]
- Finalistin der Niedersächsisch-Bremischen Poetry Slam Meisterschaften 2016[27]
- Trizin der Niedersächsisch-Bremischen Poetry Slam Meisterschaften 2017
- Halbfinalistin der Deutschsprachigen Poetry Slam Meisterschaften 2017
- Vizemeisterin der Niedersächsisch-Bremischen Poetry Slam Meisterschaften 2018[28]
- Bloody Cover Award, 2019 für „Penelope Welpensterben“[29]
- Papageno Award, 2019, beste Inszenierung der Biondekbühne von „Stumm“[30]
- Finalistin der Niedersächsisch-Bremischen Poetry Slam Meisterschaften 2019
- Deutschsprachige Poetry-Slam-Meisterin im Team „Unterricht mit Psychos“ 2020
- Vizemeisterin der Niedersächsisch-Bremischen Poetry Slam Meisterschaften 2021
- Finalistin der Niedersächsisch-Bremischen Poetry Slam Meisterschaften 2022
- Niedersächsisch-bremische Landesmeisterin 2023
- Niedersächsisch-bremische Landesmeisterin im Team „Sophie & Fabel“, 2023
- Deutschsprachige Poetry-Slam-Meisterin 2023
- Poetry Slam Europameisterin 2024